# Crotalus aquilus
Crotalus aquilus är en ormart som beskrevs av Klauber 1952. Crotalus aquilus ingår i släktet skallerormar och familjen huggormar. IUCN kategoriserar arten globalt som livskraftig. Inga underarter finns listade i Catalogue of Life.
Ormen förekommer med några från varandra skilda populationer i centrala Mexiko. Den lever på högplatå och i bergstrakter mellan 1080 och 3110 meter över havet. Arten vistas i blandskogar, på bergsängar och i klippiga regioner. Den besöker även jordbruksmark. Honor föder levande ungar (vivipari).